# Santuario di Notre-Dame-des-Neiges
Il santuario di Notre-Dame-des-Neiges (pron. fr. AFI: [nɔtʁə dam de nɛʒ]) sorge in località Machaby (pron. fr. AFI: [maʃabi]) a 696 m s.l.m. nel comune di Arnad e fa parte degli antichi santuari valdostani posti in località isolate e meta di processioni devozionali.

## Il Santuario
In un vallone profondo e fitto di castagni, abbandonata la carrozzabile che parte da Arnad, una strada sterrata, l'antica mulattiera Pavià du Bioley, conduce al suggestivo santuario dedicato alla Madonna delle Nevi posto a mezza costa, prima di arrivare al villaggio di Machaby e al forte ristrutturato negli anni 2000.
All'inizio del sentiero un cartello di informazione per i turisti ci fornisce le seguenti notizie:

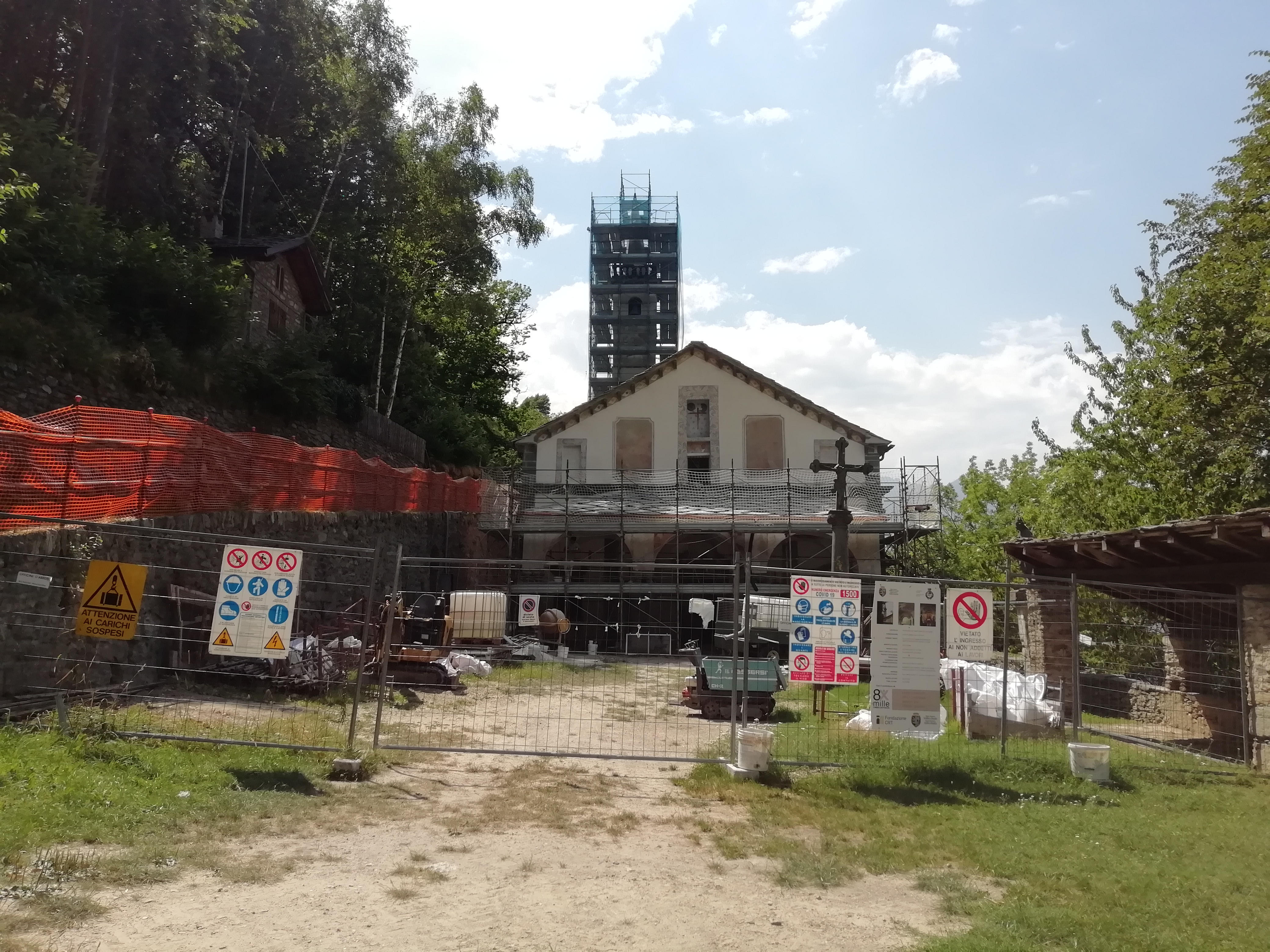
Il restauro nell'estate del 2022

Ogni anno, come si ricava dalle memorie degli abitanti del luogo riguardo all'arco di tempo tra 1800 e 1900 fino agli anni 60, la prima domenica del mese di maggio,  il 5 agosto e la domenica  più vicina a tale data  vi si celebrava la festa della Madonna delle Nevi, i pellegrini giungevano a piedi anche da luoghi lontani per l'epoca: per esempio tutti gli anni proveniva da Biella un nutrito gruppo di pellegrini che trovava rifugio nelle strutture preposte nei pressi del santuario e nel pianoro sovrastante denominato Praduegne  che fungevano anche da luoghi di ristoro dove si poteva pranzare. Entrambe le date di Maggio e di Agosto riconnettono il luogo come anche la pietra della fertilità agli antichi rituali (primaverili e del raccolto) delle feste celtiche di Beltane (a Maggio ) e di Lughnasa (Agosto).
Aperto al pubblico per le Giornate FAI d'Autunno nel 2020, Il santuario è stato restaurato nel 2022.

### Le statue
Un'antica leggenda vuole che il Santuario sia stato costruito sul luogo in cui fu rinvenuta la statua lignea della Madonna: secondo tale leggenda, i pastori che l'avevano trovata in un cespuglio la sistemarono subito nell'oratorio del villaggio sovrastante; ma, miracolosamente, il giorno dopo, la statua era di nuovo nel medesimo cespuglio, come ad indicare il luogo prescelto per il sacro edificio.
Alcune guide turistiche  parlano della presenza di altre statue litiche - coeve di quelle, tuttora presenti, di San Grato (patrono della Valle d'Aosta) e di San Girolamo - poste prima dell'arrivo al santuario: esse avrebbero costituito il gruppo mutilo di un Calvario scolpito in pietra nera. Tale gruppo scultoreo, assieme alle nicchie con i Misteri del Rosario, qualifica il santuario di Machaby come abbozzo di Sacro Monte.

## Galleria d'immagini

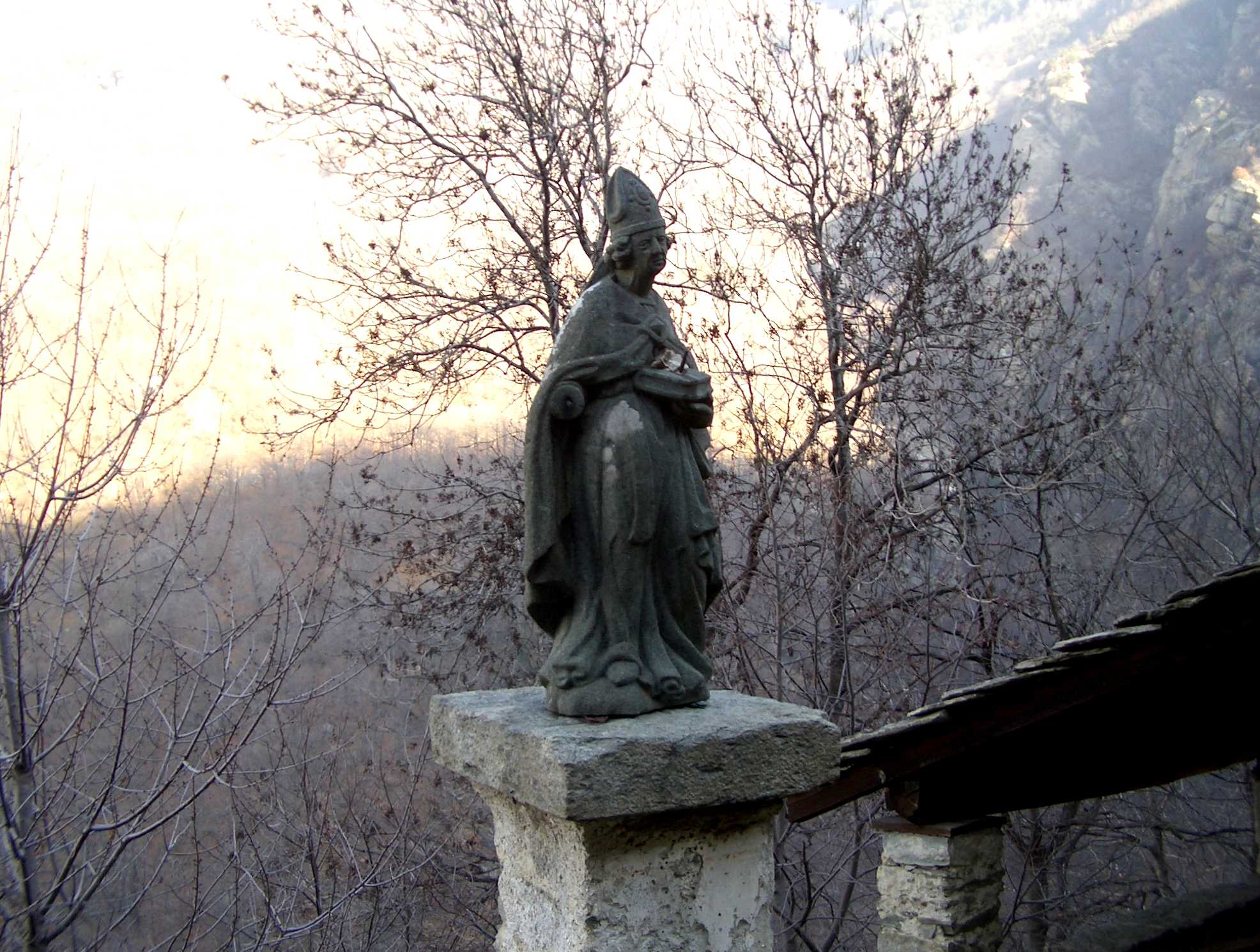
La statua di San Grato
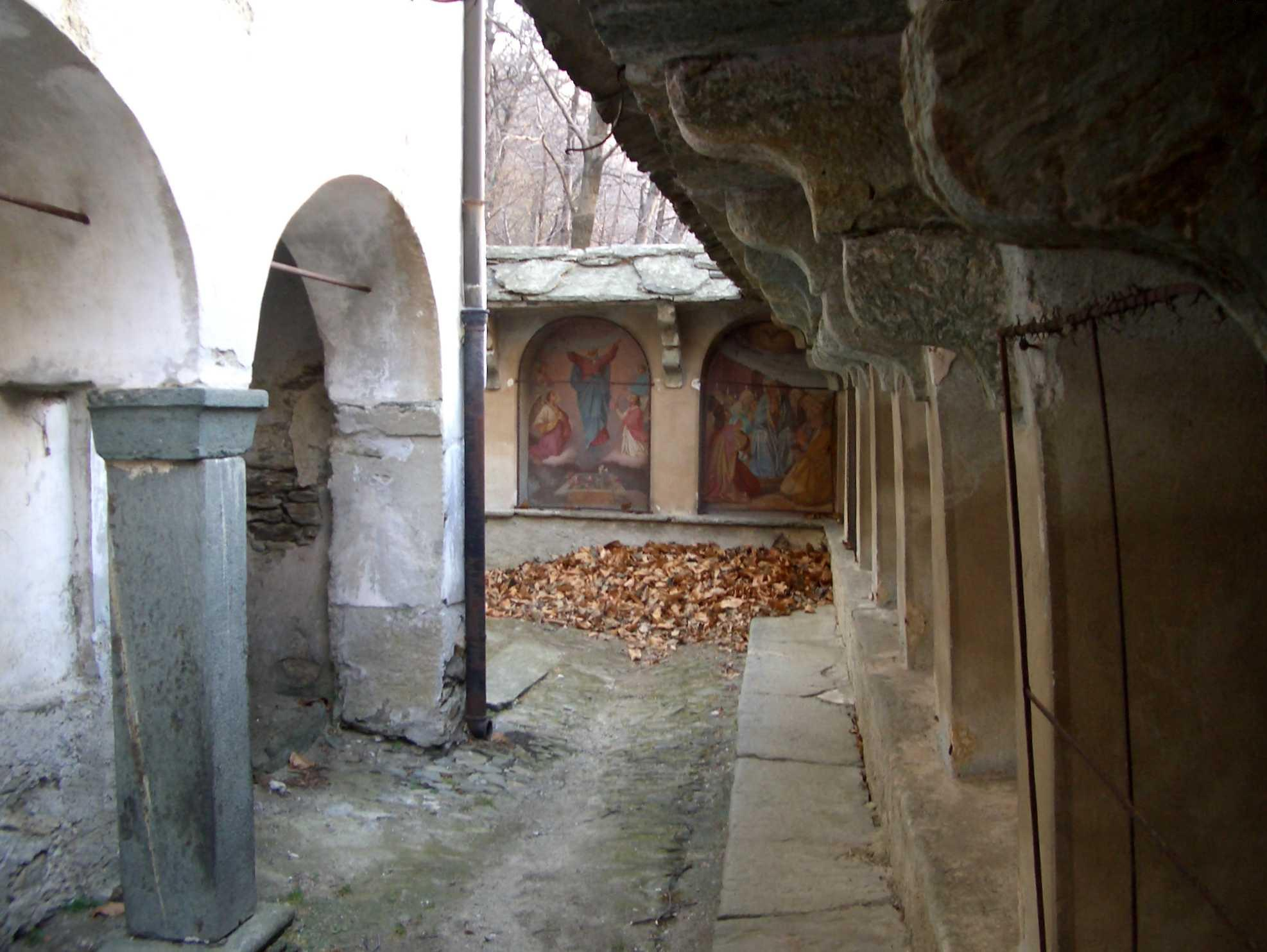
Le nicchie con i Misteri del Rosario
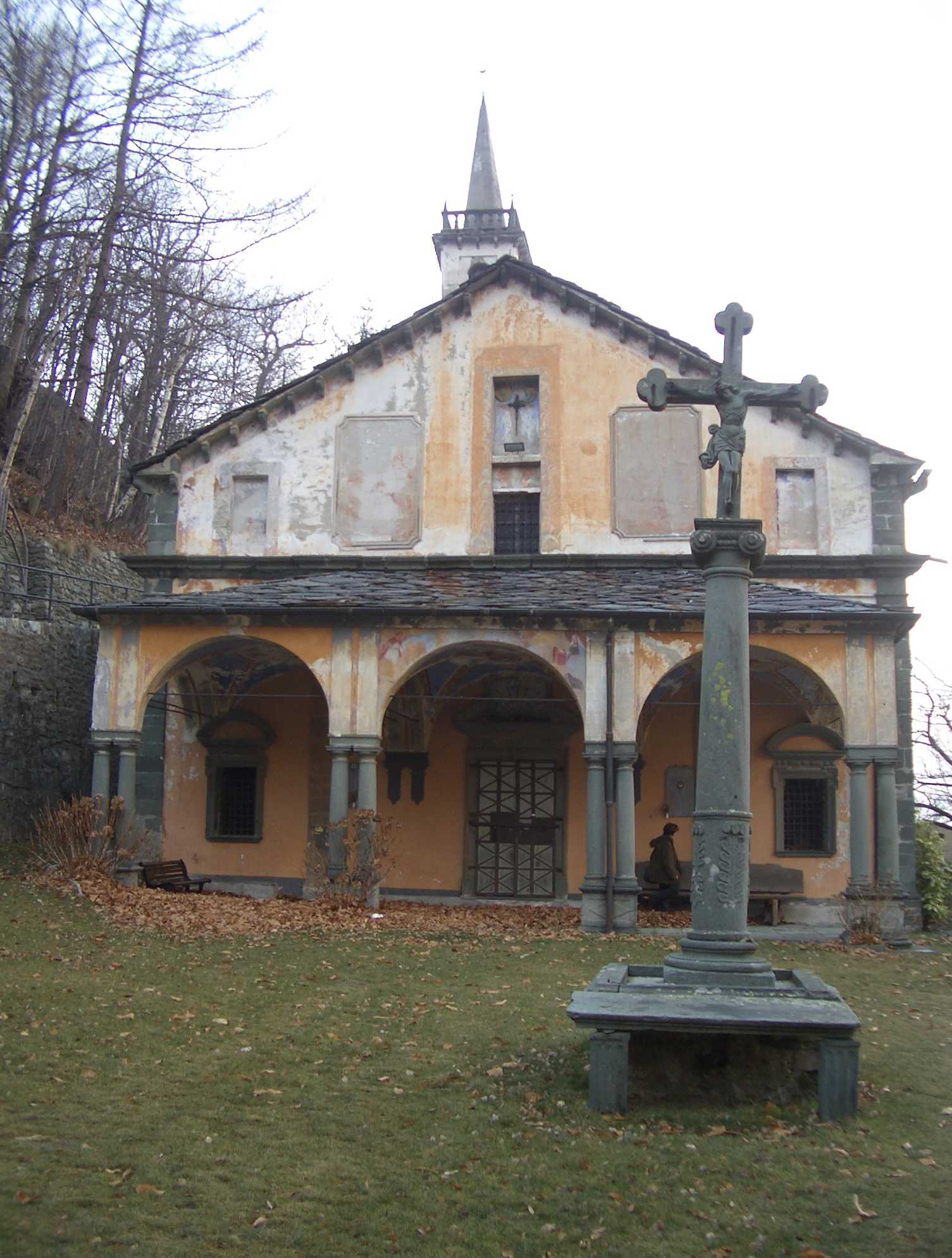
Il crocifisso in pietra
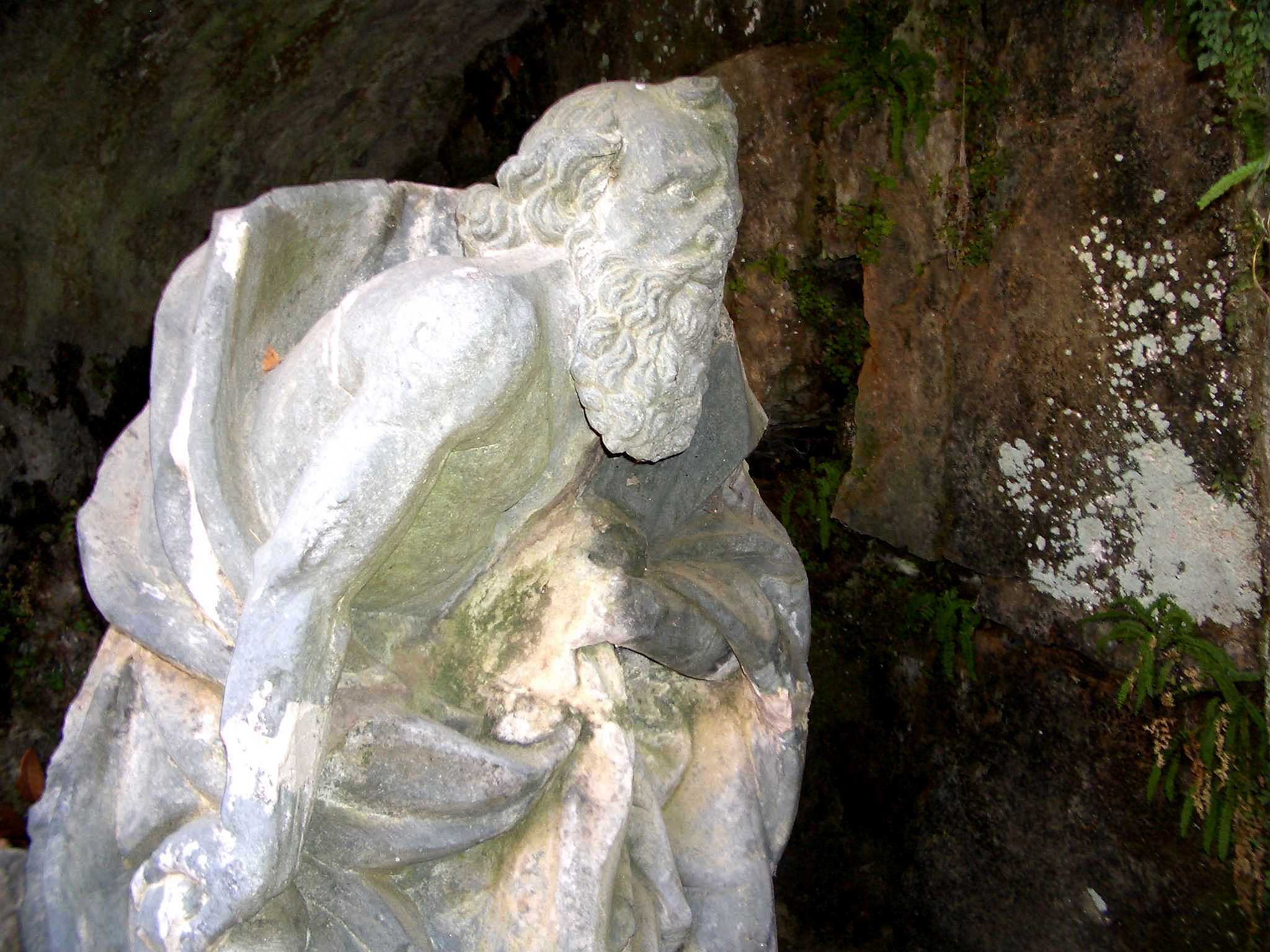
La statua di San Gerolamo
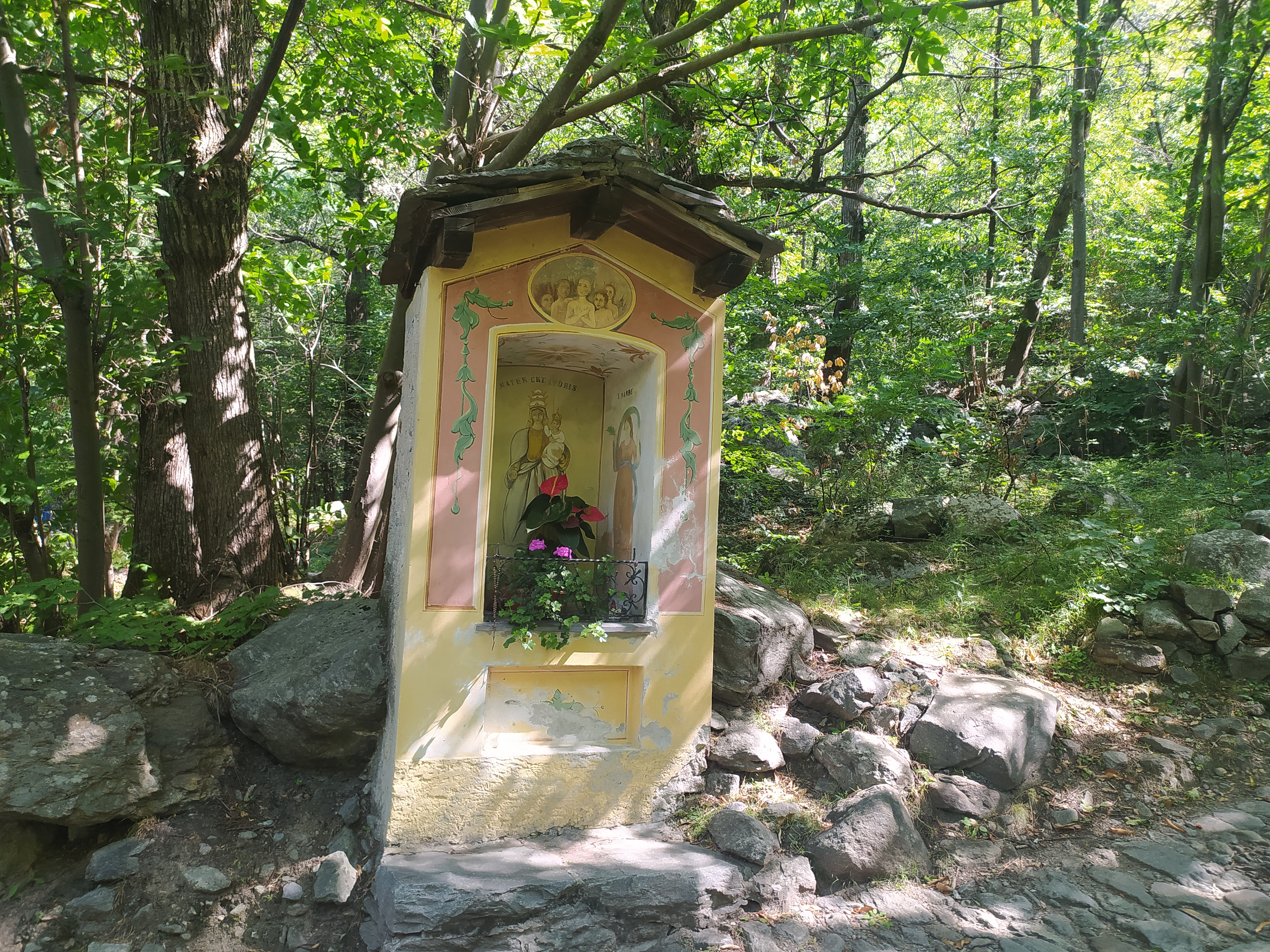
Edicola votiva sul sentiero per Machaby